# Heteropoda subtilis
Heteropoda subtilis este o specie de păianjeni din genul Heteropoda, familia Sparassidae, descrisă de Karsch, 1891.
Este endemică în Sri Lanka. Conform Catalogue of Life specia Heteropoda subtilis nu are subspecii cunoscute.